# Lunca Mureșului (okręg Alba)
Lunca Mureșului (węg. Székelykocsárd) – wieś w Rumunii, w okręgu Alba, w gminie Lunca Mureșului. W 2011 roku liczyła 1951 mieszkańców.